# Montevideo (Minnesota)
Montevideo es una ciudad del condado de Chippewa en el estado de Minnesota, Estados Unidos. Su población es de 5.400 habitantes aproximadamente. Es la cabeza del condado al que pertenece. Está localizada sobre los bancos de los ríos Minnesota y Chippewa, rodeada por tierras agrícolas, praderas y pequeños riscos acantilados. Su nombre deriva de la ciudad de Montevideo, la capital de Uruguay.

## Historia
Alrededor del año 1700, los europeos establecieron un puesto de comercialización de pieles cerca de los ríos y negociaron con los indígenas de la zona. Luego, Montevideo se convertiría en un centro agrícola.
La ciudad hermana de Montevideo es la Montevideo original, la capital de Uruguay. En 1949 la estatua de José Artigas, prócer de la historia uruguaya, jefe de los orientales (Banda Oriental), fue donada a la comunidad de Minnesota por ciudadanos de aquel país sudaméricano. Cada año Montevideo celebra días patrios orientales en honor a la asociación que ésta mantiene con su par sudamericana; cuando el seleccionado de fútbol uruguayo disputa partidos internacionales los habitantes de la ciudad se reúnen en bares para alentar a La Celeste.[cita requerida]
En 2004 la ciudad fue honrada con la presentación del Premio de todas las ciudades de Estados Unidos de la Liga Cívica Nacional, el cual es otorgado sólo a diez ciudades por año. El premio es el programa de reconocimiento comunitario más antiguo y respetado en Estados Unidos y se otorga a las comunidades cuyos habitantes trabajan de forma conjunta para identificar y afrontar retos dentro de una comunidad alcanzando resultados inusuales.

## Geografía
De acuerdo con el Departamento de Investigación de Estados Unidos, la ciudad tiene una superficie total de 11,8 km², 11,6 de los cuales es tierra y 0,1 km² del mismo (1,10%) agua. Montevideo se encuentra en las siguientes coordenadas: 44°56′33″N 95°43′25″O / 44.94250, -95.72361

## Demografía y estadística
Según el censo de 2000, había 5.346 personas, 2.353 hogares y 1.444 familias residiendo en la ciudad. La densidad de población era de 459,7 hab./km² y 2.551 casas en un promedio de 219,4 hab./km². La distribución racial de la población era de un 97,10% de blancos, 0,11% de negros, 0,41% de indígenas, 0,34% asiáticos, 0,06% de islas del Pacífico, 0,80% de otras razas, y 1,18% de dos o más orígenes. Hispanos o latinos de cualquier raza suponían el 2,00% de los habitantes.
De los 2.353 hogares, el 28,6% tenían hijos menores de 18 años viviendo con sus padres, 48,6% eran matrimonios viviendo juntos, 9,2% tenía a un ama de casa sin marido, y un 38,6% no representaban familias unidas. El 34,8% de todas las viviendas eran constituidas por individuales y un 18,3% tenía a alguien viviendo solo, cuya edad era de 65 años o superior. El tipo promedio de hogar llegaba al 2,24% y el de la familia suponía un 2,89% del total.
En la ciudad, la población se expandía con un 24,5% de menores de edad, 8,0% de 18 a 24, 24,3% entre los 25 y los 44, 22,6% de 45 a 64 y un 20,6% que superaba los 65 años de vida. La media era de 40 años. Por cada 100 mujeres había 89,2 hombres, y un total de 86,3% del sexo masculino para cada 100 mujeres de 18 años hacia abajo.
El PBI per cápita anual en la ciudad era de US$ 32.447, y el ingreso por familia rondaba en torno  a los US$ 44.706. Los hombres ganaban US$ 30.838 contra US$ 19.013 de las mujeres.
Cerca del 4,7% de las familias y un 10,1% de la población se encontraban por debajo de la línea de la pobreza, incluyendo un 12,2% de aquellos menores de 18 y 8,9% mayores de 60.

## Libro "Hello Montevideo"
En el año 2011 el fotógrafo uruguayo Federico Estol editó un libro con la historia de este pequeño pueblo, en su prólogo dice:

"Existe un lugar en Estados Unidos donde José Artigas también es un héroe. El sitio, bautizado como Montevideo hace más de cien años, está ubicado en el estado de Minnesota y, aunque pocos lo saben, mantiene fuertes lazos de amistad con la capital uruguaya. 
Su fiesta tradicional es el mismo día que el natalicio del prócer. El evento se realiza en la Artigas Plaza y allí se entona el himno uruguayo mientras se elige a las reinas de la localidad, que  asisten al festejo vestidas como damas antiguas montevideanas. 
Este libro nos muestra las particularidades del único pedacito uruguayo en suelo norteamericano, la ciudad de Montevideo."

## Ciudades hermanas
- Montevideo, Uruguay[4]